# Igor Wassiljewitsch Talankin
Igor (Industri) Wassiljewitsch Talankin (russisch Игорь (Индустрий) Васильевич Таланкин) (* 3. Oktober 1927 in Bogorodsk (heute: Noginsk), UdSSR; † 24. Juli 2010 in Moskau) war ein sowjetischer und russischer Filmregisseur sowie Drehbuchautor.

## Leben
Talankin besuchte die Alexander-Glasunow-Schule für Musik und Theater, wo er 1950 seine Ausbildung abschloss. Danach studierte er an der Fakultät für Regie der Staatlichen Akademie für Theaterkunst (GITIS) (Abschluss 1955).
1959 beendete er die Höheren Kurse für Drehbuchautoren (Szenaristen) und Regisseure bei den Filmstudios „Mosfilm“, nachdem er bereits seit 1958 dort als Regisseur arbeitete. Zwei Jahre später debütierte Talankin mit dem Film Serjoscha gemeinsam mit Georgi Danelija. Dieses Filmdebüt der zwei jungen Regisseure wurde beim Internationalen Filmfestival in Karlsbad ausgezeichnet.
Igor Talankin schrieb auch die Drehbücher zu seinen Filmen. Die Musik dazu schrieb hauptsächlich der sowjetische Komponist Alfred Schnittke.
Ab 1964 lehrte Talankin am Staatlichen All-Unions-Institut für Kinematographie (WGIK) als Leiter einer Meisterklasse für Regisseure und Schauspieler, ab 1976 war er dort Professor.
Talankin starb im Juli 2010 im 83. Lebensjahr.
Sein Sohn Dmitri (* 1960) ist ebenfalls Regisseur.

## Ehrungen
Sein Film Tschaikowski wurde als bester fremdsprachiger Film 1969 für den Academy Award und 1972 für den Golden Globe Award nominiert.
Talankin wurde 1965 Verdienter Kunstschaffender der RSFSR, 1974 Volkskünstler der RSFSR und 1988 Volkskünstler der UdSSR. 1977 wurde ihm der sowjetische Orden des Roten Banners der Arbeit, 1998 der russische Verdienstorden für das Vaterland 4. Stufe verliehen. Am 21. Januar 2003 erhielt er das Dankschreiben des russischen Präsidenten für seinen großen Beitrag zur Entwicklung der vaterländischen Kinokunst. (Благодарность Президента РФ — за большой вклад в развитие отечественного киноискусства)

## Filmografie (Auswahl)
- 1960: Serjoscha (Серёжа) – A Summer to remember / Splendid Days (Regie: mit Giorgi Danelia; Drehbuch mit Giorgi Danelia und Wera Panowa)
- 1962: Wstuplenje (Вступление) – Introduction to Life (Regie)
- 1966/1968: Dnewnyje swjosdy (Дневные звёзды) – Day Stars (Regie und Drehbuch)
- 1967: Materinskoje polje (Материнское поле) (Drehbuch)
- 1969: Tschaikowski (Чайковский) – Tchaikovsky (Regie und Drehbuch)
- 1974: Wybor tseli (Выбор цели) – Take Aim (Regie und Drehbuch)
- 1978: Vater Sergej (Отец Сергий) – Father Sergius (Regie und Drehbuch)
- 1981: Svesdopad (Звездопад) – Starfall (Regie und Drehbuch)
- 1984: Wremja otdycha s subboty do ponedjelnika (Время отдыха с субботы до понедельника) (Regie)
- 1987: Na ischodje notschi (На исходе ночи) (Drehbuch)
- 1988: Osen, Tschertanowo... (Осень, Чертаново…) (Regie und Drehbuch)
- 1992: Besy (Бесы) – The Possessed / Demons (Regie und Drehbuch)
- 1999: Njesrimy puteschestwennik (Незримый путешественник) (Regie und Drehbuch)